# Syslogd
En UNIX, syslogd hace referencia al demonio que se encarga de registrar las actividades del sistema operativo. No debe confundirse con syslog que es el protocolo usado para enviar dichos registros hacia otros ordenadores con el fin de recolectar, clasificar y analizar dicha información.

## Uso en otros sistemas operativos
Es utilizado ampliamente en otros sistemas operativos que tienen compatibilidad con UNIX o se comportan de manera similar. Por ejemplo, el sistema operativo de IBM llamado Z/OS y con compatibilidad UNIX utiliza syslogd para llevar cuenta de los siguientes ficheros:
```
/dev/console
    Operator console
/dev/operlog
    operlog log stream 
/etc/syslog.pid
    The syslogd cataloged procedure stores its process ID in this file when running in normal or local-only mode
/etc/syslog_net.pid
    syslogd stores its process ID in this file when running in the network-only mode
/etc/syslog.conf
    Default configuration file
/dev/log
    Default log path for UNIX datagram socket
/usr/sbin/syslogd
    Symbolic link to the server executable
```

Obsérvese que la carpeta /dev/log es la vía predeterminada donde se guardan los mensajes de registro relacionados con los datagramas enviados y recibidos por los sockets de UNIX siendo éstos a su vez la información recolectada por syslogd. Esto permite conocer qué problemas ha tenido el ordenador al comunicarse con otras máquinas en Internet.